# Stietencron (Adelsgeschlecht)

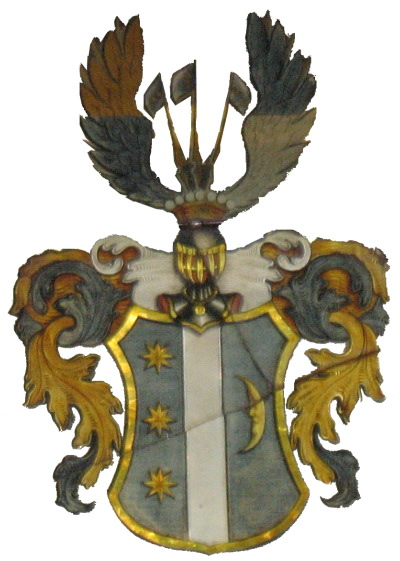
Wappen aus dem Wappenfenster im Rittergut Schötmar

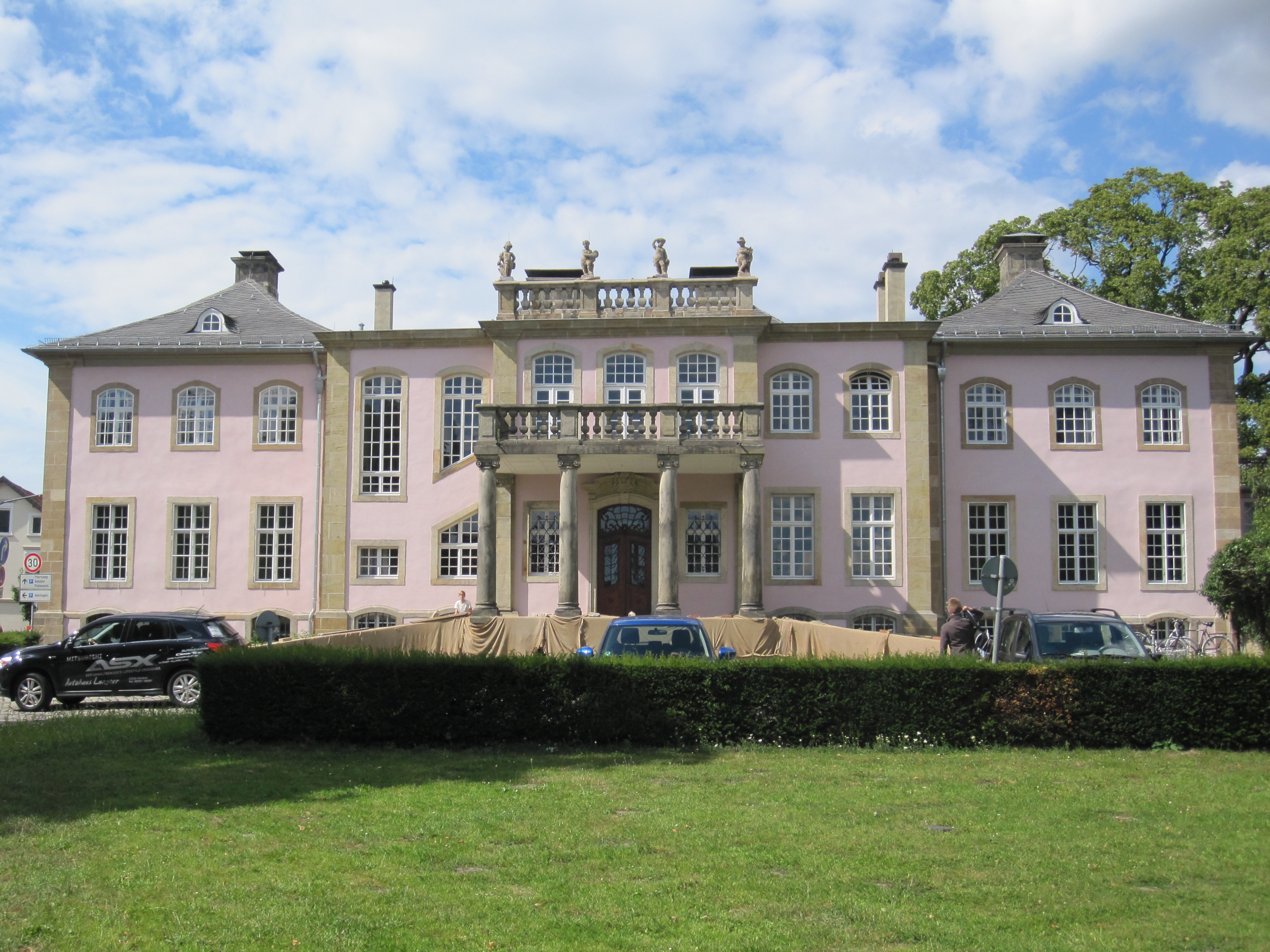
Schloss Stietencron in Schötmar

Stietencron ist der Name eines deutschen Adelsgeschlechts.

## Geschichte
Laut Kneschke: „Schwedischer Adelsstand. Diplom vom 10. März 1709 für Johann Ernst Stiete, mit dem Prädicate; v. Stietencron erstellt. Derselbe wurde 1712 k. dänischer Forst- und Jägermeister in Delmenhorst und später hannoverscher Drost zu Nienover.“
Der Vater von Johann Ernst Stiete ist Johann David Stiede (* 1611 Erfurt – † 1696 Hemm), königlich schwedischer Major. Er wurde wahrscheinlich für seine Verdienste von der schwedischen Krone geadelt (Namenszusatz: -kron). Er ist ein Sohn des Poeten Ernst Stiede (Stida) (* 1585 Erfurt – † 1632 Erfurt).
Johann von Stietencron, ein Enkel Johann Ernst von Stietencrons, erwarb 1831 das Rittergut Schötmar. Dieses ist heute als „Schloss Stietencron“ bekannt.

## Wappen
Laut Kneschke: „in Blau ein silberner Pfahl, welcher rechts von einem einwärts gekehrten, goldenen Halbmonde mit Gesicht und links von drei unter einander stehenden, sechsstrahligen, goldenen Sternen begleitet wird.“
Das Wappen (ca. 1831–36) im Rittergut Schötmar zeigt im blauen Schilde einen silbernen Pfahl, welcher rechts von einem einwärts gekehrten, goldenen Halbmonde mit Gesicht links von drei untereinander stehenden sechstrahligen, goldenen Sternen beseitet wird. Auf dem Schilde steht ein gekrönter Helm, welcher zwischen einem offenen ... Adlersfluge drei blaue Fahnen an goldenen Stangen trägt, von welcher eine rechts, zwei links wehen. Die beiden äußeren sind mit einem goldenen Sterne, die mittlere mit dem Halbmond der rechten Schildseite belegt. Die Helmdecken sind blau und silbern.

## Namensträger (chronologisch)
- Johann David (von (?) Stietencron); ⚭ Adelheid von Regensdorf
- Johann Ernst; ⚭ Ulrike Amalie von Seitz
- David Ernst (* 1717 in Delmenhorst; † 1774); ⚭ 1749 Engel Dorothea von Oeynhausen
- Johann Friedrich Carl Gustav (* 1751 in Welsede; † 1836 in Welsede); ⚭ 1797 Elisabeth von Reden aus dem Hause Hastenbeck
  - Carl Ludwig Wilhelm Friedrich Gustav August (* 1805); ⚭ 1851 Charlotte Stromberg
  - Hermann Ernst Carl Balduin (* 1809 in Neustadt a. Rbg.; † 26. Januar 1870 in Welsede); ⚭ 1842 Luise Freiin von Hake, Tochter von Georg Ernst Adolf von Hake
  - Johann „Iwan“ Hartwig Georg Philipp Otto, (* 12. Februar 1811 in Neustadt; † 15. Februar 1873 in Schötmar); ⚭ 1841 Catharina von Freymann
    - Benedicta (* 1842 in Schötmar)
    - Iwan (II) Friedrich Hermann Gustav (* 1844 in Schötmar; † 1897); ⚭ 1885 Margarethe Wilhelmine von Lengerke (1862–1937)
      - Benedicta (* 1886; † 1951); ⚭ 1909 Karl von Ditfurth (* 1881; † 1929)
      - Iwan (III) (* 1890; † 10. August 1914 bei Lüttich)
      - Heinz (* 1893; † 30. Juli 1915 bei Bauska)
      - Carola (1897; † 1972); ⚭ 1940 Börries von Ditfurth (* 1875; † 1957)

    - Hartwig (* 1847 in Schötmar; † 1932); ⚭ 1882 Marianne Dapples; ⚭ 1916 Dora Tietjen
      - Iwan Eduard (* 1883 zu Mackenhofe in Lothringen; † 1952 in Überlingen am Bodensee); ⚭ 1942 Johanna Linke
      - Hartwig Johann Otto (* 1884 in Schötmar; † 1952 in Welsede); ⚭ 1915 G. von Herwarth
      - Cathinka (* 1886; † 1958 in Erling)
      - Georg Eduard (* 1888 in Crissier; † 1974 in Stuttgart), Übersetzer der deutschen Erstauflage von Khalil Gibran: Der Prophet; ⚭/1 1920 Emma, ⚭/2 1928 Fides Goesch, ⚭/3 Hanna Gundert
        - (aus 1) Bertus (* 1921; † 1957 durch Lawinenunglück); ⚭ 1956 Dr. med. Hanna Schmidt
          - Johannes (* Juni 1957 in Bremerhaven)

        - (aus 1) Gerd (* 1921; † 2015, Bertus' Zwillingsbruder)
          - vier Kinder

        - (aus 2) Jürgen (* 1929)
          - vier Kinder

        - (aus 2) Heinrich (1933–2018), Indologe, Autor; ⚭ Barbara Thierfelder
          - drei Töchter
            - zwei Töchter

        - (aus 2) Marianne (* 1933, Heinrichs Zwillingsschwester)

      - Thekla (* 1892; † 1967 in Lausanne)

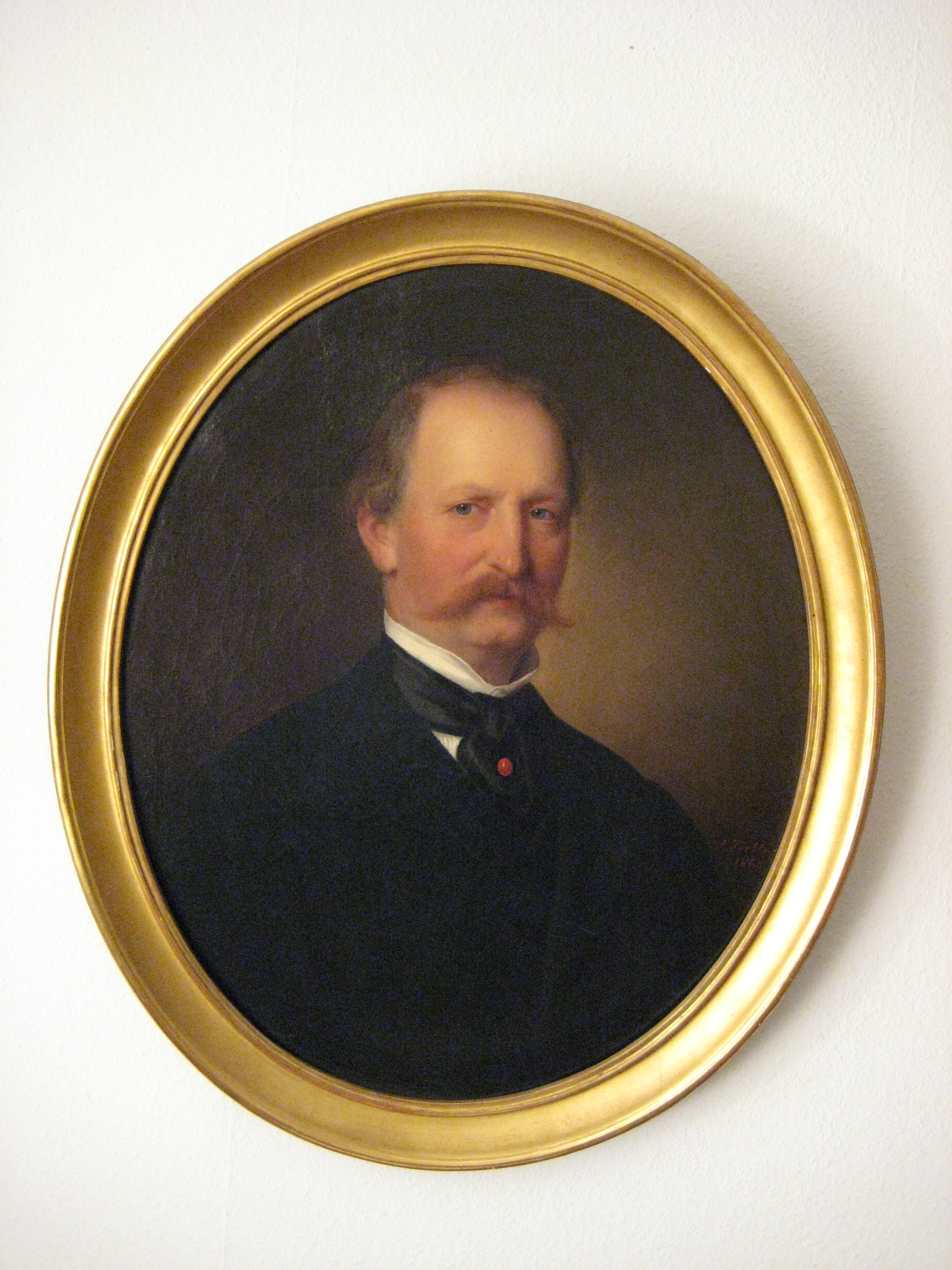
Johann (1811–1873)
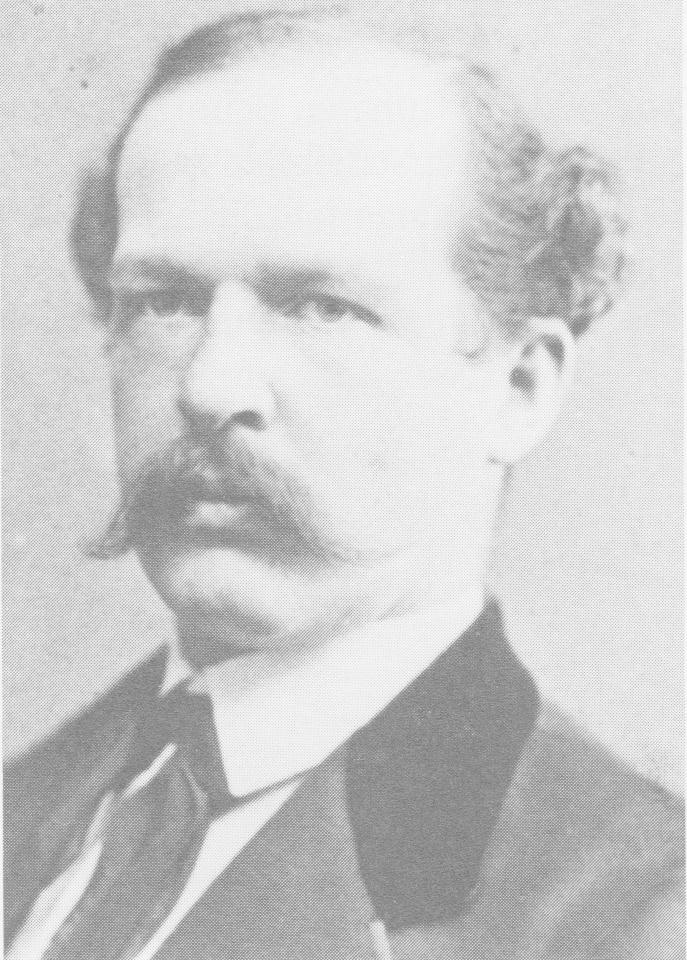
Iwan II. (1844–1897)
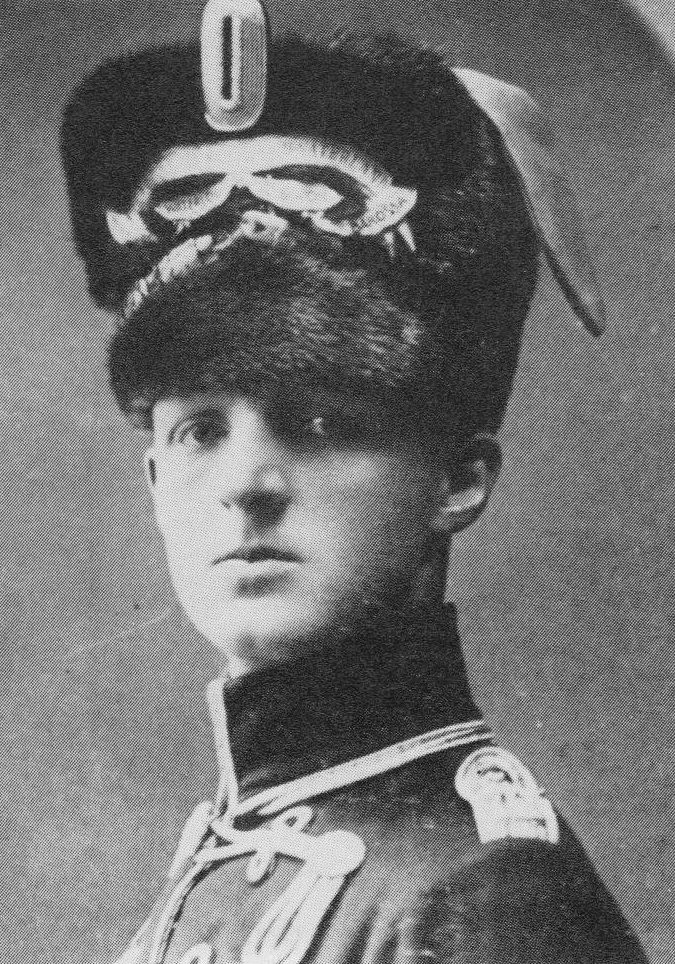
Iwan III. (1890–1914)
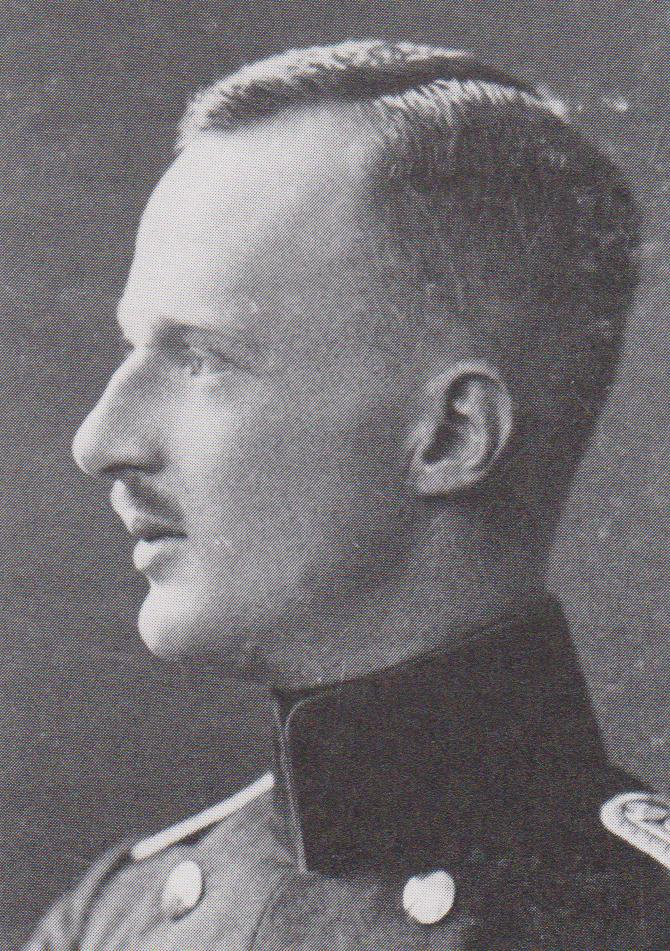
Heinz (1893–1915)